# Abu-Bakra
Abu-Bakra   (Taïf, segle VII - Bàssora, dècada del 710)  nom amb que era conegut Nufay ibn Masruh, fou un dels companys del profeta Muhàmmad. Era el germanastre de Nafi ibn al-Harith. Altres fonts el descriuen com el germà uterí de Ziyad ibn Abihi. És conegut per la seva disputa amb un altre general islàmic , al-Mughira ibn Shu'ba, durant una expedició militar.
Abissini d'origen, havia estat esclau dels thaqafites de Taïf, però es va unir als musulmans baixant per una corriola quan aquests van assetjar la vila el 630. El Profeta el va declarar lliure.
Va viure al Iemen. Va rebre terres del califa Úmar ibn al-Khattab, sota el qual després va caure en desgràcia per testimoniar contra al-Mughira ibn Xuba, acusat d'adulteri. Va participar en la fundació de Bàssora, on es va establir, i hi va morir en 711/712.